# Pamatováček
Pamatováček je občanské sdružení s cílem pomáhat osobám s Alzheimerovou chorobou a jejich blízkým. Bylo založeno v roce 2004, sídlí v Olomouci.

## Historie
Zakládajícími členy spolku byli lékaři, kteří se pacientům s Alzheimerovou chorobou a demencí dlouhodobě věnovali. Již od roku 2003 poskytovali poradenskou činnost pracovníci Odborného léčebného ústavu v Moravském Berouně. Právě tehdejší ředitel ústavu Jiří Podivínský se o vznik sdružení zasadil.
Již v prvním roce iniciativa poskytovala poradenství 30 osobám pečujícím o nemocné s Alzheimerovou chorobou. Poradenství bylo umožněno také přes speciálně zřízenou telefonní linku.
Díky příspěvkům od dárců spolek provozuje od září 2009 denní stacionář, který se stal pro spolek hlavní náplní iniciativy. Stacionář získal v roce 2011 certifikát Vážka udělovaný Českou alzheimerovskou společností. Projekt stacionáře podpořilo město Olomouc, Fakultní nemocnice Olomouc, ale také například společnost Timken a další drobní dárci včetně fyzických osob. 
V lednu 2014 se spolek oficiálně transformoval na obecně prospěšnou společnost (Pamatováček o.p.s.).

## Činnost
Základní ideou sdružení je pomoc osobám postižených Alzheimerovou chorobou a jejich okolí, a to tak, aby byla institucionální péče omezena jen na nezbytné minimum, a aby pacienti mohli zůstat v domácí péči. Spolek poskytuje poradenskou, podpůrnou a informační podporu pacientům a osobám, které o pacienty pečují.
Stacionář sdružení se dokáže dlouhodobě starat o 15 pacientů a je jedním z předních zařízení svého druhu v Olomouckém kraji. Stacionář pak zároveň slouží také jako kontaktní místo České alzheimerovské společnosti. Na místě tak mohou zájemci podstoupit test k záchytu  poruchy paměti.